# Lac Bixley
Lac Bixley är en sjö i Kanada.   Den ligger i regionen Laurentides och provinsen Québec, i den sydöstra delen av landet, 110 km öster om huvudstaden Ottawa. Lac Bixley ligger 274 meter över havet.
I omgivningarna runt Lac Bixley växer i huvudsak blandskog. Runt Lac Bixley är det ganska glesbefolkat, med 21 invånare per kvadratkilometer.